# اس‌کیوال:۲۰۰۸
اس‌کیوال:۲۰۰۸ (به انگلیسی: SQL:2008) ششمین بازنگری استاندارد ایزو و انسی برای زبان پرس و جوی اس‌کیوال است. این استاندارد به صورت رسمی در ژوئیه ۲۰۰۸ به تصویب رسید. 

## خلاصه
استاندارد اس‌کیوال:۲۰۰۸ به چند بخش تقسیم می‌شود، که چهارچوب، پایه، رابط سطح فراخوانی، ماژول‌های ذخیره‌شده ماندگار، اس‌کیوال/مدیریت داده خارجی، اتصالات زبان شی، طرح‌واره‌های اطلاعات و تعریف، روال‌ها و تعریف‌ها برای جاوا، و شرح‌های مرتبط گوناگون را پوشش می‌دهد.
افزوده‌ها به «مبانی» شامل موارد زیر است:
- اعلان‌های MERGE و DIAGNOSTIC بهبود یافته،
- اعلان TRUNCATE TABLE،
- ماده‌های WHEN جدا شده با کاما در عبارت CASE،
- تریگرهای پایگاه داده INSTEAD OF،
- جداول JOIN بخش‌بندی شده،
- پشتیبانی از امکانات مختلف عبارات منظم XQuery،
- بهبودهایی در نام‌های ستون مشتق شده.

## مستندات
استاندارد اس‌کیوال به صورت آزاد در دسترس نیست. کل استاندارد را می‌توان از ایزو با عنوان ISO/IEC 9075(1-4,9-11,13,14):2008 خریداری کرد. استاندارد شامل بخش‌های زیر است:
- ISO/IEC 9075-1:2008 چهارچوب
- ISO/IEC 9075-2:2008 مبانی
- ISO/IEC 9075-3:2008 رابط سطح فراخوانی
- ISO/IEC 9075-4:2008 ماژول‌های ذخیره‌شده ماندگار
- ISO/IEC 9075-9:2008 مدیریت داده خارجی
- ISO/IEC 9075-10:2008 اتصالات زبان شی
- ISO/IEC 9075-11:2008 طرح‌واره‌های اطلاعات و تعریف
- ISO/IEC 9075-13:2008 روال‌ها و تعریف‌ها برای جاوا
- ISO/IEC 9075-14:2008 شرح‌های مرتبط با XML

## ادعاهای توافق
کمترین سطحی که یک محصول می‌توان ادعای توافق با اس‌کیوال:۲۰۰۸ را داشته باشد، «اس‌کیوال:۲۰۰۸ هسته» نامیده می‌شود و محدود به تعریف شرح داده شده در دو بخش «مبانی» و «طرح‌واره‌های اطلاعات و تعریف» است.